# Piotr Borowiec
Piotr Borowiec (ur. 1963 w Zielonej Górze) – polski lektor telewizyjny, aktor. Współpracuje z największymi nadawcami telewizyjnymi w Polsce (TVP, Polsat, TVN, HBO, Canal+).

## Życiorys
Urodził się w 1963 roku w Zielonej Górze i tam też spędził dzieciństwo. Kształcił się w Technikum Budowy Dróg i Mostów, gdzie zdawał również maturę. W 1989 roku ukończył Państwową Wyższą Szkołę Teatralną w Krakowie; dyplom uzyskał w roku 1990. Występował w Lublinie, Zielonej Górze i Krakowie.
Początki jego pracy głosowej to działalność w Radiu Zielona Góra, później dla Nieustraszonych Łowców Dźwięków. Pracę jako lektor filmowy zaczął w połowie lat 90.

## Życie prywatne
Jego żoną jest aktorka Agnieszka Borowiec. Ma trójkę dzieci, również artystów.

## Jako aktor
Piotr Borowiec użyczył głosu jako lektor w setkach filmów i seriali telewizyjnych. Poniżej znajduje się lista filmów i spektakli teatralnych (w tym Teatru Telewizji), w których wystąpił jako aktor, a także lista filmów, w których użyczył głosu w dubbingu jako nie lektor.

### Sztuki teatralne
- 1994: Franciszek, Portret Doriana Graya – spektakl Teatru Telewizji[5].
- 1993: Pożegnanie jesieni – spektakl w reżyserii Mikołaja Grabowskiego, Teatr im. Juliusza Słowackiego w Krakowie.
- 1989: Jura Szarok, Dzieci Arbatu – spektakl Teatru Telewizji[5].

### Filmy fabularne
- 1999: Przygody dobrego wojaka Szwejka,
- 1996: Kapral, Opowieść o Józefie Szwejku i jego drodze na front (odc. 11),
- 1995 Przed egzekucją
- 1994: Śmierć jak kromka chleba

### Dubbing
- 1995–1997: Freakazoid! – Guitierrez, Pinky, Mike
- 1993–1998: Animaniacy – Squit
- 1990-1995: Przygody Animków – Pete Puma (odc. 62)
- 1994: Stinky i Jake przedstawiają – Lis polarny (tylko w jednym odcinku)
- 1999: Szadoki i wielkie nic – narrator

## Filmografia

### Telenowele
- Dama w czarnym welonie (TVP)
- Kłamstwo i miłość (TVN)
- Labirynt namiętności (TVN)
- Maria Izabela (TVN)
- Rosalinda (TVN)
- Serce z kamienia (TVN)
- Ścieżki miłości (TVN)
- Wiosenna namiętność (TVN)
- Zbuntowany anioł (Polsat i TV4)

### Filmy animowane
- 1959: Przygody Buratina (wersja TV, Puls 2)
- 1982: Oliver Twist (DVD)
- 1983: David Copperfield (DVD)
- 1985: Nicholas Nickleby (DVD)

### Seriale animowane
- 1952–1957: Kacper i przyjaciele (TV4 i TV6)
- 1990–1994: Szczenięce lata Toma i Jerry’ego (TV4 i TV6)
- 1997–1998: Vampire Princess Miyu (Hyper)
- 1995–1996: Neon Genesis Evangelion (Hyper)
- 1984: Nowy Scooby i Scrappy Doo (TV4)
- 2018: Final Space (Netflix)

### Filmy telewizyjne
- 2008: Pinokio – opowieść o chłopcu z drewna
- 2013: Duszek
- 2019: Pinokio (wersja lektorska, Canal+ Premium)

### Seriale
- 2002–2009 Detektyw Monk (Canal+)
- 2013-2020 Agenci Tarczy (Disney+)
- 2017: Wielkie kłamstewka (HBO)
- 2017: The Defenders (Netflix)
- 2016–2019 Designated Survivor (Netflix)
- 2016: Westworld (HBO)
- 2014: Sposób na morderstwo (Netflix)
- 2013: Wikingowie (serial telewizyjny) (History)
- 2011: Gra o tron (HBO)
- 2018: Obława (Canal+)
- 2018: Final Space (Netflix)

### Filmy dokumentalne
- 2009: S.O.S. Ziemia!

### Filmy
- 2002: Spider-Man (HBO)
- 2006: Karol. Papież, który pozostał człowiekiem (Canal+)
- 2007: Amerykański gangster (TVN)
- 2009: Amelia Earhart (Canal+)
- 2013: Wolverine (DVD/Polsat)

- 2014: Hobbit: Bitwa pięciu armii
- 2015: Piotruś. Wyprawa do Nibylandii (TVN)
- 2018: Bohemian Rhapsody (film) (CANAL+/DVD)
- 2019 : Kobiety w biegu
- 2019 Tolkien (Disney+)
- Kevin sam w domu
- Kevin sam w Nowym Jorku
- Wstrząsy